# Rhytiphora argus
Espèce
Synonymes
- Depsages argus (Pascoe, 1847)[2]
- Penthea argus (Pascoe, 1847)[2]
- Symphyletes argus (Pascoe, 1867)[2]

Rhytiphora argus est une espèce de coléoptères de la famille des Cerambycidae qui se rencontre en Australie.